# Paiçandu (ort)
Paiçandu är en ort i Brasilien.   Den ligger i kommunen Paiçandu och delstaten Paraná, i den södra delen av landet, 900 km sydväst om huvudstaden Brasília. Paiçandu ligger 486 meter över havet och antalet invånare är 34 365.
Terrängen runt Paiçandu är lite kuperad. Runt Paiçandu är det ganska tätbefolkat, med 100 invånare per kvadratkilometer.. Närmaste större samhälle är Maringá, 11,8 km öster om Paiçandu.
Trakten runt Paiçandu består till största delen av jordbruksmark.